# Károly Agyagási
Károly Agyagási de Bölön (n. 19 octombrie 1853, Band -d. 7 februarie 1933, Târgu Mureș) a fost un scriitor, poet, traducător maghiar din Transilvania.